# Indicatif régional 216

Carte de l'État de l'Ohio avec les territoires de ses indicatifs régionaux. L'indicatif régional 216 est au nord-est de l'État.

L'indicatif régional 216 est un indicatif téléphonique régional qui dessert une petite région du nord-est de l'État de l'Ohio aux États-Unis. Plus précisément, l'indicatif dessert la ville de Cleveland et la plupart de ses banlieues rapprochées.
La carte ci-contre indique le territoire couvert par l'indicatif 216 au nord-est de l'État.
L'indicatif régional 216 fait partie du Plan de numérotation nord-américain.

## Principales villes desservies par l'indicatif
- Beachwood ;
- Bratenahl ;
- Brook Park ;
- Brooklyn ;
- Brooklyn Heights ;
- Cleveland ;
- Cleveland Heights ;
- Cuyahoga Heights ;
- East Cleveland ;
- Euclid ;
- Garfield Heights ;
- Highland Hills ;
- Hunting Valley ;
- Independence ;
- Lakewood ;
- Linndale ;
- Maple Heights ;
- Middleburg Heights ;
- Moreland Hills ;
- Newburgh Heights ;
- North Randall ;
- Orange ;
- Parma ;
- Parma Heights ;
- Pepper Pike ;
- Richmond Heights ;
- Seven Hills ;
- Shaker Heights ;
- South Euclid ;
- University Heights ;
- Valley View ;
- Warrensville Heights ;
- Woodmere.

## Source
- (en) Cet article est partiellement ou en totalité issu de l’article de Wikipédia en anglais intitulé « Area code 216 » (voir la liste des auteurs).